# 2003 au Québec
Cet article traite des événements survenus en 2003 au Québec. 

## Événements

### Janvier
- 18 janvier : l'opposition à la guerre en Irak rassemble 10 000 personnes dans les rues de Montréal[1].
- 26 janvier : Marc Ouellet est intronisé archevêque de Québec[2].
- 30 janvier : signature d'un pacte fiscal entre Montréal et le gouvernement du Québec[3].
- 31 janvier : Pierre Bourque annonce qu'il sera candidat adéquiste dans Bourget lors de la prochaine élection provinciale[4].

### Février
- 1er février : le salaire minimum passe de 7,20 $ à 7,30 $[5].
- 9 février : Mélanie Turgeon remporte le championnat mondial de descente en ski alpin à Saint-Moritz en Suisse[6].
- 15 février : Lynda Lemay, à Paris, remporte le Prix Victoire de meilleure interprète féminine[7].
- 17 février : le mont Royal devient à la fois un arrondissement historique et naturel, une première au Québec[8].
- 27 février : le film Québec-Montréal remporte le prix du meilleur film lors du Gala des Jutra. Karine Vanasse et Pierre Lebeau sont consacrés meilleurs interprète féminine et masculin pour leurs rôles dans Séraphin : Un homme et son péché[9].

### Mars
- 11 mars : le budget Marois annonce des revenus de 56,6 milliards de dollars et des dépenses de 55,8 milliards. La dette est de 108,7 milliards, soit une augmentation de 3,6 milliards de dollars depuis l'an passé et de 11 milliards depuis 6 ans. Il n'y a pas de baisse d'impôt ni de taxe mais 50 millions sont injectés dans la lutte contre la pauvreté[10].
- 12 mars : Bernard Landry déclenche des élections générales pour le 14 avril[11].
- 15 mars : environ 200 000 personnes à Montréal et 20 000 à Québec manifestent contre le déclenchement d'une guerre en Irak[12].
- 21 mars : entente entre Vidéotron et ses employés du câble, mettant fin à une grève de 10 mois parfois entachée de vandalisme[13].
- 25 mars : Ted Moses, chef des Cris, annonce son appui au Parti québécois[14].

### Avril
- 1er avril : le débat des chefs de mi-campagne est remporté par Jean Charest[15].
- 13 avril : les automobilistes peuvent désormais virer à droite au feu rouge sauf lorsqu'une indication le leur interdit[16].
- 14 avril : le Parti libéral du Québec de Jean Charest remporte l'élection générale avec 76 circonscriptions et 45 % du vote. Le Parti québécois a obtenu 45 circonscriptions et 33 % du vote et l'Action démocratique du Québec, 4 circonscriptions et 18 % du vote[17].
- 20 avril : Wilfred Le Bouthillier remporte le grand prix de Star Académie 2003[18].
- 29 avril : le gouvernement Charest est assermenté. Les principaux ministres sont Yves Séguin (Finances), Philippe Couillard (Santé et Services sociaux), Pierre Reid (Éducation), Jean-Marc Fournier (Affaires municipales), Benoît Pelletier (Affaires intergouvernementales) et Claude Béchard (Emploi et Solidarité sociale). Le vétéran Pierre Paradis est exclu du cabinet[17].

### Mai
- 5 mai : avant-première du film Les invasions barbares[19].
- 14 mai : Jean Charest annonce des compressions budgétaires dans tous les ministères sauf ceux de la Santé et de l'Éducation[20].
- 20 mai : le Parti québécois remporte la reprise de l'élection générale dans Champlain. L'élection avait été provoqué par une égalité entre la candidate péquiste et le libéral. Noëlla Champagne est élue députée[21].
- 25 mai : Les invasions barbares reçoit à Cannes le prix du meilleur scénario et celui de la meilleure interprétation féminine (pour Marie-Josée Croze)[22].
- 27 mai : Québec annonce la fin de l'universalité des garderies à 5 $[23].
- 29 mai : le gardien de but Patrick Roy annonce sa retraite comme joueur professionnel[24].

### Juin
- 2 juin : première du film Mambo italiano[25].
- 4 juin : ouverture de la première session de la 37e législature[21].Lors de son discours inaugural à l'Assemblée nationale, Jean Charest annonce une restructuration complète de l'État[26].
- 6 juin : dépôt du projet de loi sur les défusions municipales[27].
- 12 juin : le budget Séguin annonce un équilibre budgétaire de 54,9 milliards de dollars, bien que la dette passera durant l'année à 111,5 milliards. Les subventions aux entreprises sont coupées et leurs avantages fiscaux abolis[28].
- 17 juin : 
  - dépôt du projet de loi règlementant les référendums sur les défusions[29].
  - l'ex sergent de Sainte-Foy, Serge Lefebvre, est finalement libéré, après avoir fait de la prison pendant presque 18 ans. Il a été condamné   d'avoir abattu deux policiers de Québec en 1985[30].
- 21 juin : Pierre Bourgault a droit à des funérailles civiques à la Basilique Notre-Dame de Montréal[31].

### Juillet
- 3 juillet : Claude Béchard annonce un resserrement des mesures à l'aide sociale[32].
- 10 et 11 juillet : conférence des premiers ministres à Charlottetown où ils en viennent à une entente pour créer un Conseil de la fédération[33].

### Août
- 4 août : de fortes pluies occasionnent des inondations dans la région des Bois-Francs. Une somme de 12 millions de dollars sera accordée aux sinistrés[34].
- 13 août : Québec annonce la fin des garderies à 5 $[35].
- 14 août : Bernie Ecclestone annonce l'annulation du Grand Prix de Montréal pour 2004[36].
- 21 août : l'aéroport de Dorval s'appellera désormais aéroport Pierre-Elliott-Trudeau[37].

### Septembre
- 3 septembre : sortie du film À hauteur d'homme, un documentaire sur la dernière campagne électorale de Bernard Landry au printemps 2003. Il donne lieu à un débat sur la façon dont certains journalistes l'ont couverte[38].
- 8 septembre : Vadim Schneider, acteur québécois français et Jaclyn Linetsky, actrice anglo-québécoise, trouvent la mort dans un accident de voiture dans la ville de Montréal[39].
- 9 septembre : début des audiences de la commission parlementaire sur les défusions municipales[40].
- 10 septembre : sortie du film La face cachée de la lune de Robert Lepage[41].
- 14 septembre : Jean Charest annonce l'entrée de la sous-traitance dans la fonction publique[42].

### Octobre
- 3 octobre : le film La Grande Séduction remporte le premier prix lors du festival du film francophone de Namur[43].
- 8 octobre : l'animateur de radio de Québec André Arthur crée un petit tollé lorsqu'il annonce que la fille du ministre de la Justice Marc Bellemare travaille comme danseuse nue dans un bar de la région de la Vieille-Capitale[44].
- 15 octobre : début de l'enquête préliminaire sur la prostitution juvénile à Québec[45].
- 21 octobre : Marc Ouellet est créé cardinal par le pape Jean-Paul II[46].
- 26 octobre : Isabelle Boulay et Sylvain Cossette sont les interprètes de l'année au 26e Gala de l'ADISQ. Ariane Moffatt est la révélation de l'année; les artistes de Star Académie remportent 2 Félix dont celui du meilleur vendeur[47].

### Novembre
- 7 novembre : annonce que les procès des principaux accusés impliqués dans l'affaire de prostitution juvénile à Québec auront lieu à Montréal. C'est le cas entre autres de Robert Gillet[48].
- 11 novembre : dépôt du projet de loi abolissant les Régies nationales de la Santé[49].
- 12 novembre : annonce que les frais de garderies passeront à 7 $ à partir du 1er janvier[50].
- 18 novembre : le Grand Prix de Montréal de Formule 1, qui était menacé, aura finalement lieu en 2004[51].
- 21 novembre : dépôt du projet de loi faisant entrer la sous-traitance dans la fonction publique[52].
- 28 novembre : le ministre Jean-Marc Fournier annonce des amendements à la loi sur les défusions municipales: les référendums devront obtenir un taux de participation de 35 % pour être valides et les anciennes villes ne retrouveront pas tous leurs anciens pouvoirs[53].

### Décembre
- 1er décembre : des manifestants de la FTQ saccagent le bureau de comté du ministre Michel Bissonnet et empêchent la tenue d'une conférence de presse de Jean Charest à l'hôpital Sainte-Justine. Ils veulent ainsi protester contre l'entrée de la sous-traitance dans la fonction publique[21].
- 12 décembre : Paul Martin succède à Jean Chrétien comme premier ministre du Canada. Stéphane Dion, Sheila Copps et Martin Cauchon sont exclus de son cabinet[54].
- 17 décembre : grâce à la procédure parlementaire du bâillon, plusieurs projets de loi controversés sont adoptés à l'Assemblée nationale dont la réforme de l'article 45 du Code du travail[55].

## Naissances
- 24 février - Zachary Bolduc (joueur de hockey)
- 15 mai - Zachary L'Heureux (joueur de hockey)
- Juin - Lili Francke-Robitaille (actrice)[56]
- 6 août - Joshua Roy (joueur de hockey)
- 3 décembre - Isabelle Nélisse (actrice)

## Décès
- 24 janvier - Léo Arbour (sculpteur) (º 1912)
- 27 janvier - Louis Archambault (sculpteur) (º 4 avril 1915)
- 6 mars - Maurice Boyer (quilleur et homme d'affaires) (º 15 mai 1929)
- 19 mars - Émile Genest (acteur) (º 27 juillet 1921)
- 16 avril - Charles Gagnon (peintre) (º 23 mai 1934)
- 8 mai - Janine Fluet (actrice) (º 9 mars 1926)
- 7 juin - Claude Boulard (animateur et homme politique) (º 1935)
- 16 juin - Pierre Bourgault (ancien chef du RIN) (º 23 janvier 1934)
- 26 juin - André Garant (artiste peintre) ( 16 mai 1923)
- 14 juillet - François-Albert Angers (économiste) (º 21 mai 1909)
- 4 août - Pierre Claveau (comédien) (º 1952)
- 12 août - Albert Lemieux (homme d'affaires et homme politique)  (º 23 avril 1916)
- 17 août - Roland Giguère (écrivain) (º 4 mai 1929)
- 3 septembre - Gérard Thibault (ancien cabaretier de Québec) (º 21 avril 1917)
- 7 septembre - Gisèle Mauricet (actrice) (º 19 août 1931)
- 8 septembre :
  - Grand Antonio (homme fort) (º 10 ou 25 octobre 1925)
  - Jaclyn Linetsky (actrice) (º 8 janvier 1986)
  - Vadim Schneider (acteur) (º 10 mars 1986)
- 26 septembre - Jean-Pierre Ronfard (auteur et comédien) (º 14 janvier 1929)
- 28 septembre - Wilfrid Lemoine (écrivain) (º 18 juillet 1927)
- 23 octobre - Jacques Lebrun (météorologue et vulgarisateur) (º 1928)
- 19 novembre- Roland Leclerc (prêtre) (º 11 juin 1946)
- 9 décembre - Roland Jomphe (pêcheur,poète) ( 26 août 1917)
- 18 décembre - Pierre Daigneault (acteur) (º 25 mars 1925)

### Articles généraux
- Chronologie de l'histoire du Québec (1982 à aujourd'hui)
- L'année 2003 dans le monde
- 2003 au Canada

### Articles sur 2003 au Québec
- Conseil de la fédération (Canada)
- Élection générale québécoise de 2003
- Gouvernement Jean Charest
- Les Invasions barbares
- Opération Scorpion
- Réorganisations municipales québécoises